# Fesselsdorf
Fesselsdorf ist ein Gemeindeteil der Stadt Weismain im oberfränkischen Landkreis Lichtenfels im Norden des Freistaates Bayern. Das Dorf besteht aus dem historischen Kern mit dem südlich vorgelagerten und inzwischen zusammengebauten Kaltenhausen und zwei Aussiedlerhöfen.

## Geografische Lage
Das Dorf befindet sich auf 489 m ü. NHN auf einer Hochebene, etwa 2,4 Kilometer vom südlichen Ende des Kleinziegenfelder Tals entfernt. Die Hochebene gehört ebenso wie das Tal zu den nördlichen Ausläufern des Frankenjuras im Naturpark Fränkische Schweiz – Frankenjura. Der Stadtkern von Weismain befindet sich 7,4 Kilometer nördlich. Die Bundesautobahn 70, die in West-Ost-Richtung von Schweinfurt über Bamberg zur Bundesautobahn 9 verläuft, befindet sich unmittelbar südlich des Dorfes.

## Geschichte
Die erste urkundliche Erwähnung war 1313, als Albert Förtsch von Thurnau den 16 Stuhlbrüdern in Bamberg eine halbe Manse in „Vezzelndorf“ vermachte.
Als Folge der Gemeindenbildung in Bayern nach der Verabschiedung der Zweiten Verfassung des Königreichs Bayerns bildete Fesselsdorf ab 1818 mit Kaltenhausen eine Gemeinde. Es gehörte ab 1822 zum Herrschaftsgericht sowie zur späteren Gerichts- und Polizeibehörde und dann zum Landgericht Thurnau im Bezirksamt Kulmbach. Am 1. Januar 1978 wurde Fesselsdorf nach Weismain eingemeindet.
Zur Erinnerung an die im 14. Jahrhundert von einem Weismainer Mob zerstörte Wallfahrtskapelle St. Georg wurde 1997 im Ortsteil Kaltenhausen eine St.-Georgs-Kapelle errichtet. Das Richtfest wurde am 27. September gefeiert, die Fertigstellung erfolgte 1998. Eine Bronzetafel weist auf die Geschichte der Kapelle hin.

### Einwohnerentwicklung
Die Tabelle gibt die Einwohnerentwicklung von Fesselsdorf wieder.
| Jahr       | Einwohner | Quelle |
| ---------- | --------- | ------ |
| 01.12.1910 | 85        | [ 6 ]  |
| 1933       | 91        | [ 7 ]  |
| 1939       | 89        | [ 7 ]  |
| 1987       | 89        | [ 8 ]  |
| 2013       | 86        | [ 9 ]  |
| 2015       | 83        | [ 10 ] |
| 2018       | 76        | [ 1 ]  |